# Serguéi Ling
Serguéi  Stepánovich Ling (en bielorruso: Сяргей Сцяпанавіч Линг (Syarhyey Stsyapanavich Linh), nacido el 7 de mayo de 1937 en Minsk) es un político y agrónomo bielorruso. 

## Biografía
Después de graduarse de la Academia Agrícola de la República Socialista Soviética de Bielorrusia y de la Escuela Superior del PCUS en 1976, se convirtió en ingeniero agrónomo. Comenzó su carrera política a nivel local, fungiendo como Presidente del Comité Estatal de Regulación de Precios (1986-1991), Vicepresidente del Comité Estatal de Planificación Económica (1986-1991) y Vicepresidente del Comité Legislativo del Distrito de Minsk (1982). Tras la independencia de Bielorrusia, fue Vicepresidente del Consejo de Ministros (1994-1996).
Se desempeñó como Primer Ministro de Bielorrusia desde  el 18 de noviembre de 1996 hasta el 18 de febrero de 2000. Posteriormente ejerció como representante permanente de Bielorrusia ante las Naciones Unidas del 11 de agosto de 2000 al 16 de octubre de 2002.